# Albești (gmina w okręgu Jałomica)
Albești – gmina w Rumunii, w okręgu Jałomica. Obejmuje miejscowości Albești, Bataluri i Marsilieni. W 2011 roku liczyła 1288 mieszkańców. 